# Fremdpsychisches
Der Begriff des Fremdpsychischen ist in sozialphilosophischen Kontexten, in der Erkenntnistheorie sowie in der Philosophie des Geistes gebräuchlich. Max Scheler verwendete den Begriff zur Kennzeichnung der Erlebnisse anderer, die man nach seiner Auffassung unmittelbar am Gesicht ablesen kann.
Insbesondere im Wiener Kreis wurde die Ansicht vertreten, dass das Fremdpsychische nicht Gegenstand empirischer Wissenschaften sein könne, weil die Erlebnisse eines anderen Individuums nicht unmittelbar wahrgenommen und deshalb nicht verifiziert werden können. Zu den Implikationen des erkenntnistheoretischen Solipsismus gehört die prinzipielle Unerkennbarkeit des Fremdpsychischen; der ontologische Solipsismus bestreitet sogar dessen Existenz.
In der Philosophie des Geistes wird die Frage nach dem Bewusstsein anderer insbesondere als Qualiaproblem und als Intentionalitätsproblem diskutiert. Ein wesentlicher Anstoß hierzu stammt von Thomas Nagel, der die Frage diskutierte, wie es sich wohl anfühlen würde, wie eine Fledermaus zu fühlen. Mit diesem Aufsatz wendete er sich gegen reduktionistische Positionen innerhalb der Neurowissenschaften, weil man aus seiner Sicht anhand des neuronalen Korrelats des Bewusstseins zwar feststellen kann, dass bestimmte Gefühle wie Schmerz vorhanden sind, aber nicht, wie sich dieser Schmerz bei einer dritten Person anfühlt. Ein Zugang zum eigenen Bewusstsein besteht nur aus der Erste-Person-Perspektive.